# Joan Badosa i Compte
Joan Badosa i Compte (Roses, 1 de març del 1884 - 1968) va ser un músic, gran intèrpret de tible, i compositor de sardanes.

## Biografia
Rebé els primers ensenyaments de piano i flautí del seu pare, l'industrial i músic Enric Badosa. Als dotze anys començà a tocar a la "Corporació Musical Rosinca", un conjunt de 25 músics dirigits per Joan Corredó, que alhora també era mestre de piano d'en Joan Badosa. Als divuit hom el considerava ja un excel·lent intèrpret de tible. Quan tocava en els rengles de l'Antiga Pep (1916), la formació va ser contractada per fer uns concerts a París i a Londres; i a aquesta darrera ciutat tingueren l'oportunitat de gravar el primer disc de sardanes de la història. També actuà amb la cobla "Pep Ventura" de Figueres, "La Principal de Palafrugell" (1925), "La Principal de Peralada" (1926-27), aquest últim any fou substituït per Josep Pallissera i Trèbol, continuà a la Selvatana (1930-32) i amb l'orquestra "Rossinyols" (1946), fins que es retirà. Sembla que, ocasionalment, també tocà a la Principal de la Bisbal.
El seu germà Lluci Badosa Compte, també fou músic. L'ajuntament de Roses li dedicà un carrer.

## Obres

### Sardanes
- Calaverada, coescrita amb en Josep Blanch i Reynalt
- Cançoneta
- Desvergonyida, en col·laboració amb en Josep Blanch
- L'Enriquet (1946)
- La fi del món (1926), sardana obligada de tible, d'una gran dificultat, coescrita amb en Josep Blanch, enregistrada per la cobla La Principal de la Bisbal en el DC 2n. Castelló d'Empúries (Barcelona: Àudiovisuals de Sarrià, 2001 ref. AVS 5.1755)
- Flors boscanes
- La guapa, obligada de tible
- Heroica (1919), obligada de tible, coescrita amb en Josep Blanch, enregistrada en el DC 2n. Castelló d'Empúries
- Margarida (1947)
- Nebulosa
- La puntaire, d'atribució discutida
- Quimeta
- La segona de la tarda, obligada de tible, escrita amb en Josep Blanch

## La puntaire
Aquesta sardana, molt popular en la seva versió cantada, té una lletra que s'atribueix a Josep Maria Bello i Rallo inspirada -sembla- en el drama La puntaire, de Ramon Campmany i Ayné, que s'estrenà el 1927 al Teatre Espanyol de Barcelona. Aquest, al seu torn, s'havia basat en la novel·la del mateix títol de Clovis Eimeric.
Hom ha atribuït la música de la sardana a en Joan Badosa, a en Lluís Badosa i Padrosa i a en Joan Viladomat i Massanas; caldria veure si un o dos dels compositors haguessin modificat la música original de l'altre. Altres compositors han fet sardanes del mateix títol, encara que no relacionades amb aquesta: A.Barnés, E.Sans, P.Rigau, J.Vilà i M.Deprius. Per acabar de confondre la qüestió, Josep Viladomat i Massanas, escultor i germà d'en Joan, té una puntaire famosa, al Parc de Montjuïc de Barcelona.
La partitura més antiga localitzada, sense datar però atribuïble als darrers anys 20 o primers anys 30 del segle xx, indica "lletra d'en Ramón Campmany; música d'en Joan Viladomat" (Barcelona: Musical Emporium de Viuda de J.M.Llobet"). A la SGAE hi ha registrades diverses "puntaires": una és de Lluís Badosa, Lluís Almerich, Josep Maria Bello i Ramon Campmany, i una altra, d'en Joan Viladomat i en Ramon Campmany.